# Saray Malik Katun
Saray Malik Khanum, detta anche Bibi Khanoum o Bibi Khanym ("principessa maggiore" in turco-persiano) (Uzbekistan, ... – ...; fl. XIV-XV secolo), figlia del khan Chagatai Qazan, discendente di Gengis Khan e sposa di Tamerlano.
Tamerlano era entrato al servizio dell'emiro Qazghan, il ministro del khan Qazan, che poteva essere considerato il padrone effettivo della Transoxiana. Tamerlano all'epoca era sposato con la nipote di Qazghan, Aldjaï (m. nel 1370), mentre la principessa Saray, figlia di Qazan, che apparteneva alla stirpe imperiale mongola, era maritata al cognato di Tamerlano, Mir Husayn, fratello di Aldjaï. Quando Tamerlano rimase vedovo Mir Husayn venne forse fatto assassinare da Tamerlano, e poco dopo egli poté sposare Saray, acquisendo il titolo ambito di güregen ovvero genero imperiale.
Saray prese in seguito il titolo di Bibi Khanoum non tanto per la sua età, ma per il suo rango superiore. La coppia non ebbe figli (Tamerlano ne ebbe dalle altre sue spose e concubine), ma pare che loro si intesero bene. Secondo l'abitudine dei primi Timuridi, essa si occupò dell'educazione del nipotastro Uluğ Bek, futuro principe-astronomo di Samarcanda, nato nel 1394, fino alla morte di Tamerlano nel 1405.
A Samarcanda esiste la moschea di Bibi Khanoum, fatta costruire da Tamerlano per la sua sposa.